# Andriashevicottus megacephalus
Andriashevicottus megacephalus är en fiskart som beskrevs av Fedorov, 1990. Andriashevicottus megacephalus ingår i släktet Andriashevicottus och familjen simpor. Inga underarter finns listade i Catalogue of Life.